# Lijst van spelers van Southampton FC
Deze lijst omvat voetballers die bij de Engelse voetbalclub Southampton FC spelen of gespeeld hebben. De spelers zijn alfabetisch gerangschikt.
| Speler             | Clubcarrière         | Caps | Goals |
| ------------------ | -------------------- | ---- | ----- |
| Danny Wallace      | 1980–1989            | 253  | 64    |
| Terry Paine        | 1957–1974            | 713  | 160   |
| Mick Channon       | 1965–1977, 1979–1982 | 510  | 185   |
| Nick Holmes        | 1972–1987            | 444  | 56    |
| Matthew Le Tissier | 1986–2002            | 443  | 161   |
| Tommy Traynor      | 1952–1966            | 434  | 7     |
| Jason Dodd         | 1989–2005            | 398  | 9     |
| Bert Shelley       | 1919–1932            | 410  | 9     |
| Eric Day           | 1945–1957            | 398  | 147   |
| Samuel Meston      | 1895–1906            | 246  | 48    |
| Claus Lundekvam    | 1996–2008            | 357  | 2     |
| John Sydenham      | 1957–1969            | 342  | 37    |
| Arthur Dominy      | 1913–1926            | 334  | 133   |
| Jimmy Case         | 1985–1991            | 216  | 10    |
| Stan Woodhouse     | 1924–1936            | 351  | 5     |
| Bill Rawlings      | 1918–1928            | 327  | 175   |
| Francis Benali     | 1988–2004            | 311  | 1     |
| Glenn Cockerill    | 1985–1993            | 287  | 32    |
| Steve Williams     | 1976–1984            | 279  | 18    |
| James Ward-Prowse  | 2011–heden           | 231  | 22    |

## A
- Paul Allen
- Marco Almeida
- Michail Antonio
- David Armstrong

## B
- Chris Baird
- Ian Baird
- Gareth Bale
- Alan Ball
- Sabino Barinaga
- Lee Barnard
- Cedric Baseya
- Steve Basham
- Dave Beasant
- James Beattie
- Djamel Belmadi
- Alan Bennett
- Frank Bennett
- John Beresford
- Eyal Berkovic
- Olivier Bernard
- Ryan Bertrand
- Leon Best
- Scott Bevan
- Bartosz Białkowski
- Nicholas Bignall
- Ian Black
- Dexter Blackstock
- Alan Blayney
- Imants Bleidelis
- Luis Boa Morte
- Kevin Bond
- Jason Bowen
- Billy Boyd
- Phil Boyer
- Shayne Bradley
- Jim Brennan
- Wayne Bridge
- Armando Broja
- Les Bruton
- Danny Butterfield
- Tony Byrne

## C
- Adrian Cáceres
- Henri Camara
- Arthur Chadwick
- Edgar Chadwick
- Cléber Chalá
- Richard Chaplow
- Simon Charlton
- Martin Chivers
- Stan Clements
- Nathaniel Clyne
- Patrick Colleter
- David Connolly
- Jack Cork
- Stephen Crainey
- Martin Cranie
- Kyle Critchell
- Peter Crouch
- Matty Crowell
- Lawrie Cumming

## D
- Christian Dailly
- Dani Rodrigues
- Calum Davenport
- Andrew Davies
- Arron Davies
- Kevin Davies
- Ron Davies
- Kelvin Davis
- Steven Davis
- Harlee Dean
- Rory Delap
- Agustín Delgado
- Aly Dia
- Ryan Dickson
- Kerry Dixon
- Do Prado
- Ryan Doble
- Iain Dowie
- Flynn Downes
- Ted Drake
- Mark Draper
- Richard Dryden
- Jimmy Dunne
- Josh Dutton-Black
- Nathan Dyer

## E
- Ronnie Ekelund
- Taher El-Khalej
- Billy Ellerington
- Jason Euell
- Micky Evans

## F
- Justin Fashanu
- Fabrice Fernandes
- Tim Flowers
- Yoann Folly
- José Fonte
- Tommy Forecast
- Jonathan Forte
- Fraser Forster
- William Foulkes
- Charles Fry
- Ricardo Fuller

## G
- Jimmy Gabriel
- Tony Garrod
- Romain Gasmi
- Charlie George
- Kevin Gibbens
- Simon Gillett
- Jonathan Gittens
- Ulrich van Gobbel
- Oscar Gobern
- Ivan Golac
- Sergei Gotsmanov
- Léandre Griffit
- Bruce Grobbelaar
- Perry Groves
- Steve Guppy
- Danny Guthrie

## H
- Tomasz Hajto
- Fitz Hall
- Marcus Hall
- Adam Hammill
- Dean Hammond
- Dan Harding
- Eric Hassli
- Austin Hayes
- Neil Heaney
- Jake Hesketh
- Danny Higginbotham
- Scott Hiley
- David Hirst
- Albert Hodgkinson
- Danny Hoekman
- Barry Horne
- Albert Houlker
- David Howells
- David Hughes
- Mark Hughes

## I
- Iñigo Idiakez
- Phil Ifil

## J
- Radhi Jaïdi
- Andreas Jakobsson
- Lloyd James
- Stig Johansen
- Stern John
- Sid Johnston
- Kenwyne Jones
- Paul Jones
- Joe Jordan

## K
- Hassan Kachloul
- Andrej Kantsjelskis
- Ivan Katalinić
- Kevin Keegan
- Kasey Keller
- Hugh Kelly
- Jeff Kenna
- Darren Kenton
- Freddie Kiernan
- Joe Kirkup
- Kamil Kosowski

## L
- Adam Lallana
- Rickie Lambert
- Oliver Lancashire
- Roméo Lavia
- Graeme Le Saux
- Bert Lee
- Sammy Lee
- Raimundo Pérez Lezama
- Mario Lička
- Zoltán Lipták
- Shane Long
- Dejan Lovren
- Jay Lucas
- Chris Lucketti

## M
- Ted MacDougall
- Neil Maddison
- Peter Madsen
- Jim Magilton
- Chris Makin
- Chris Marsden
- Scott Marshall
- Aaron Martin
- Cuco Martina
- Jim McCalliog
- Neil McCann
- Scott McDonald
- David McGoldrick
- Kayne McLaggon
- Alan McLoughlin
- Andrew McNeil
- Callum McNish
- Jacob Mellis
- Lucien Mettomo
- Kevin Miller
- Joseph Mills
- Matthew Mills
- Mick Mills
- George Molyneux
- Lee Molyneux
- Garry Monk
- Kenneth Monkou
- Neil Moss
- Paul Murray
- Graeme Murty

## N
- Dany N'Guessan
- Alan Neilson
- Chris Nicholl
- Antti Niemi
- Mikael Nilsson

## O
- Stephen O'Halloran
- Matt Oakley
- Brett Ormerod
- Peter Osgood
- Alexander Östlund
- Jon Otsemobor
- Alex Oxlade-Chamberlain
- Egil Østenstad

## P
- Marian Pahars
- Carlton Palmer
- Tom Parker
- Phil Parkinson
- Matt Paterson
- Alex Pearce
- Ian Pearce
- Tomáš Pekhart
- Pelé
- Andrejs Pereplotkins
- Vincent Péricard
- Andrej Pernecký
- Chris Perry
- Dan Petrescu
- Kevin Phillips
- David Piper
- Michael Poke
- Darren Potter
- Graham Potter
- Darren Powell
- Guly do Prado
- David Prutton
- Anthony Pulis
- Jason Puncheon

## Q
- Nigel Quashie

## R
- Alf Ramsey
- Grzegorz Rasiak
- Jamie Redknapp
- Peter Reid
- Jack Reynolds
- Dean Richards
- Frazer Richardson
- Kevin Richardson
- Steve De Ridder
- Stuart Ripley
- John Robertson
- Jordan Robertson
- Jack Robinson
- Matthew Robinson
- Peter Rodrigues
- Uwe Rösler
- Dick Rowley

## S
- Jan-Paul Saeijs
- Youssef Safri
- Marek Saganowski
- Marcelo Sarmiento
- Jack Saville
- Ted Scannell
- Morgan Schneiderlin
- Danny Seaborne
- Chris Sharpe
- Alan Shearer
- Paul Sheerin
- Jimmy Shields
- Peter Shilton
- Neil Shipperley
- Peter Sillett
- Rudi Skácel
- Robbie Slater
- Callum Slattery
- Paul Smith
- Ryan Smith
- Trond Soltvedt
- Tim Sparv
- Duncan Spedding
- Andrew Surman
- Anders Svensson
- Michael Svensson

## T
- Gareth Taylor
- Maik Taylor
- Paul Telfer
- Jo Tessem
- Wayne Thomas
- Jake Thomson
- Fred Titmuss
- Lee Todd
- Andy Townsend
- Neal Trotman
- Archie Turner

## V
- Jelle Van Damme
- Barry Venison
- Jhon Viáfara
- Grégory Vignal

## W
- Papa Waigo
- Theo Walcott
- Ray Wallace
- Rod Wallace
- Phillip Warner
- Chris Warren
- Russell Watkinson
- Dave Watson
- Gordon Watson
- Vic Watson
- David Webb
- Jamie White
- Thomas Widdrington
- Andrew Williams
- Paul Williams
- Stuart Williams
- Dennis Wise
- Chris Woods
- Paul Wotton
- Jermaine Wright
- Mark Wright
- Richard Wright
- Bradley Wright-Phillips

## Y
- Alaeddine Yahia
- Maya Yoshida